# Ethelema
Ethelema is een geslacht van kevers uit de familie somberkevers (Zopheridae).

## Soorten
Deze lijst is mogelijk niet compleet.
- E. costaricensis
- E. luctuosa